# Sur la réalité ou sur la qualité
Sur la réalité ou sur la qualité est le dix-septième traité des Ennéades, et sixième livre de la deuxième Ennéade qui traite du cosmos, rédigé par Plotin. Celui-ci prend pour sujet la consistance et la réalité du sensible.